# Alexandria (software)
Alexandria è un'applicazione GNOME per gestire piccoli archivi di libri. Gli utenti possono fare ricerche per titolo, autore, parole chiave o codice ISBN anche tramite un lettore di codici a barre. L'applicazione può connettersi a rivenditori di libri come Amazon.com o librerie pubbliche come la Biblioteca del Congresso per scaricare i dati sui libri come titolo, autore, ISBN, informazioni sull'edizione o le immagini di copertina. Alexandria permette di catalogare i libri in più librerie virtuali e di fare ricerche sul database interno una volta che l'elemento ricercato sia stato aggiunto ad esso.

## Librerie scansionate
Amazon
 Proxis
 Barnes & Noble
 Spanish Ministry of Culture
 Thalia
 Internet Bookshop Italia
 Renaud-Bray
 Biblioteca del Congresso
 British Library
 Library of Heraklion in Crete